# ローレンス・ブラッグ
ウィリアム・ローレンス・ブラッグ（William Lawrence Bragg、1890年3月31日 - 1971年7月1日）は、オーストラリア生まれのイギリスの物理学者。現代結晶学の創始者のひとり。X線回折を用いて物質の構造を研究した。1915年、25歳の時に、父であるヘンリー・ブラッグと共にノーベル物理学賞を受賞。キャヴェンディッシュ研究所所長を務めていた1953年2月、同研究所のジェームズ・ワトソンとフランシス・クリックがDNAの構造を解明した。

## 生涯

### 学生時代まで
オーストラリアのアデレードに生まれる。感受性の強い少年で、科学と数学に早くから興味を示した。父はアデレード大学で物理学と数学の教授を務めていたヘンリー・ブラッグ。5歳のときに三輪車で転んで腕を骨折し、父がその直前に知ったヴィルヘルム・レントゲンによるX線の発見を思い出し、検査に用いた。これはオーストラリアにおけるX線の医学的応用の最初の例という。
ブラッグは優秀な学生だった。1904年、14歳でアデレード大学に進学し、数学・化学・物理学を学び、1908年に卒業。同年、父がリーズ大学での教授職を提供され、一家でイングランドに戻った。ブラッグは1909年の秋にケンブリッジ大学トリニティ・カレッジに入学したが、肺炎を患って病床にいたため試験を受けなかったにもかかわらず、数学の奨学金を授与された。当初は数学に才能を発揮していたが、物理学に転向して1911年に首席で卒業。1914年にはトリニティ・カレッジのフェローシップに選ばれた。トリニティ・カレッジのフェローシップは、論文の提出や試問に関わる。

### 経歴

#### X線結晶学の研究
ブラッグは、結晶によるX線回折についての法則「ブラッグの法則」でよく知られている。これにより、結晶格子で回折したX線ビームから結晶内の原子の配置を計算できるようになった。これを発見したのは1912年で、彼がケンブリッジで研究生として過ごした最初の年のことである。彼はそのアイデアを父に話し、父はリーズ大学でX線分光計を開発した。この装置により、様々な結晶の分析が可能になった。

#### 音響測位の研究
第一次世界大戦中は軍事研究を行ったが、まもなく1915年に父とともに25歳でノーベル物理学賞を受賞した。この受賞当時の25歳という年齢は物理学賞のみならず、全5部門（後にノーベル経済学賞が1968年に創設されて以降は全6部門）を通しても史上最年少記録として知られていた。2014年にマララ・ユスフザイが17歳でノーベル平和賞を受賞するまで99年間に亘って史上最年少記録を維持し続けていた大記録である。記録を抜かれた現在においても総合では史上2位の記録であり、自然科学系の受賞者としては現在も史上最年少記録である。
ブラッグの研究は第一次世界大戦と第二次世界大戦のときに中断された。どちらの大戦中もブラッグは敵の兵器の位置を特定する音響測位法の研究に従事した。第一次大戦の際にはミリタリー・クロスと大英帝国勲章のオフィサー (OBE) を授与された。また、1916年6月16日、1917年1月4日、1919年7月7日の3回、柏葉敢闘章 (Mentioned in Despatches) を授与されている。
1915年9月2日、兄弟がガリポリの戦いで戦死した。その直後、ノーベル物理学賞受賞の知らせを聞いている。ブラッグは25歳であった。
大戦と大戦の間は、1919年から1937年までマンチェスター・ビクトリア大学で物理学の教授、1937年から1938年までイギリス国立物理学研究所の所長を務めた。第二次世界大戦後はケンブリッジ大学に戻り、キャヴェンディッシュ研究所を小さい研究グループに分割する改革を行った。彼は「理想的な研究組織は6人から12人の科学者と若干の助手で構成される」と信じていた。

#### タンパク質の研究
1948年頃にはX線によるタンパク質構造の研究に関心を持ち、物理学の知識を生物学の研究に応用する研究グループを作ることに貢献している。1953年、所長を務めていたキャベンディッシュ研究所でフランシス・クリックとジェームズ・ワトソンがデオキシリボ核酸 (DNA) の二重らせん構造を発見した際にも重要な役割を演じている。
DNAの構造を解明したという発表は、まず1953年4月8日にベルギーで開催されたタンパク質に関する学会でブラッグが発表した。しかしこれは全く報道されなかったため、彼は1953年5月14日にロンドンの医学校で再び発表し、ロンドンの新聞が翌日 "Why You Are You. Nearer Secret of Life."（あなたは何故あなたなのか。生命の秘密にせまる）と題した記事を掲載した。
ブラッグは40年前に開発したX線を使った技法がこの生命の本質に迫る発見に重要な役割を果たしたと知って喜んだ。同じころキャベンディッシュ研究所ではマックス・ペルーツがヘモグロビンの構造を解明する研究を行っており、後にこちらもノーベル賞を受賞している。ブラッグはクリック、ワトソン、モーリス・ウィルキンスをノーベル賞に推薦し、彼らは首尾よく1962年のノーベル生理学・医学賞を受賞した。ウィルキンスはキングス・カレッジ・ロンドンでX線回折を使った研究をしており、クリックとワトソンのDNA構造の解明に貢献している。ウィルキンスの同僚だったロザリンド・フランクリンが撮影したX線写真 "photo 51" によってDNAが二重らせんであることが判明した（ライナス・ポーリングは三重らせん説を提唱していた）。しかし、フランクリンは受賞前に亡くなっている（ノーベル賞は亡くなった者には贈られない）。
1954年から1966年まで王立研究所所長を務め、1965年にはロンドン王立研究所のD・C・フィリップスらがブラッグの指揮下でリゾチームの310ヘリックス構造を発見した。

### 私生活
ブラッグは1921年に結婚し、4人の子をもうけた。絵を描くこと、文学、ガーデニングを趣味としていた。ロンドンでは自宅に庭がなかったため、身分を隠してパートタイムの庭師として働いたこともあり、庭師として出入りしていた家にブラッグを知る人物が客として訪れ、驚いたという逸話がある。
1971年、自宅に程近いサフォーク州イプスウィッチの病院で死去。享年81。

## 受賞・栄誉
1921年、王立協会フェローに選出。1941年にはジョージ6世によってナイトに叙され、王立協会からはコプリ・メダルとロイヤル・メダルを授与された。1967年、エリザベス2世からコンパニオンズ・オブ・オーナー勲章を授与され、また大英帝国勲章オフィサーも与された。
- 1915年: ノーベル物理学賞
- 1915年: マテウチ・メダル
- 1915年: バーナード・メダル
- 1931年: ヒューズ・メダル
- 1934年: ベーカリアン・メダル
- 1939年: ジョン・カーティー賞
- 1946年: ロイヤル・メダル
- 1948年: ローブリング・メダル（アメリカ鉱物学会）
- 1952年: Guthrie Lecture
- 1966年: コプリ・メダル
- 1967年: アウグスト・ヴィルヘルム・フォン・ホフマン・メダル

1992年、オーストラリア物理学会はブラッグ親子を記念して、オーストラリアの全大学の物理学系の学位論文から最優秀なものを選んで表彰する Bragg Gold Medal for Excellence in Physics を毎年授与している。

## 語録
- 「表現する才能は科学者にとって重要である。最良の研究であっても、それが全体として何なのかがわからなければ、研究は無駄になる。……科学者は世界中の出来事に重要な役割を演じるようになってきており、表現の才能はいっそう重要となっている」[16]
- 「科学にとって重要なことは多くの事実を得ることではなく、それらについて新たな考え方を発見することである」[17]